# Dircemella minuta
Dircemella minuta es una especie de insecto coleóptero de la familia Chrysomelidae.
Fue descrita científicamente en 1920 por Laboissiere.

## Tipos
- Dircemella batesi
- Dircemella dircemoides
- Dircemella humeralis
- Dircemella marginata
- Dircemella minuta